# Jumper (musikalbum)
Jumper är popgruppen Jumpers självbetitlade debutalbum från 1996. Albumet släpptes senare i en dubbeldisk-version med singeln "Hon har ett sätt" (cover på Jakob Hellmans låt med samma namn) inkluderad som en bonusskiva.

## Låtförteckning
1. "Tapetklister" (3:19)
2. "Den vägen" (4:09)
3. "I vårt kvarter" (2:14)
4. "När hela världen står utanför" (4:11)
5. "Något som hon saknar" (4:24)
6. "På andra sidan molnen" (3:10)
7. "Kom som en man" (4:10)
8. "Tror att du vet" (3:34)
9. "Vägskäl" (4:33)
10. "Jag undrar" (5:41)

## Listplaceringar
| Lista (1996–1997) | Topplacering |
| ----------------- | ------------ |
| Sverige           | 6            |